# Merenhor
Merenhor byl egyptský faraon z 8. dynastie během prvního přechodného období. Je znám pouze z abydoského seznamu králů (číslo 46). Pravděpodobně sídlil v Memfisu.